# Ilongot
Gli Ilongot (o Ibilao o Bugkalot) sono una tribù che vive la parte meridionale della Sierra Madre ed i monti Caraballo nella zona est dell'isola di Luzon nelle Filippine, per lo più nella provincia di Nueva Vizcaya e Nueva Ecija e lungo il confine montano delle province di Quirino e Aurora. 
Un nome alternativo di questa tribù e la sua lingua è il "Bugkalot".
Attualmente vi sono 25000 Ilongot. Gli Ilongot tendono a vivere lungo i fiumi loro fonte di cibo e mezzo di trasporto.
La loro lingua è la lingua ilongot, attualmente parlata da circa 50000 persone.
Gli Ilongoty sono stati oggetto di studio da parte dell'antropologo Renato Rosaldo.